# Kai Hahto
Kai Hahto (Vaasa, 31 december 1973) is een Fins musicus en drummer.

## Carrière
Hahto was lid van de grindcore band Rotten Sound.
Hahto heeft daarna met de band Wintersun opnamen gemaakt als sessiedrummer voordat hij zich bij de band voegde.
Hahto heeft contracten met Meinl cymbals, Pearl drums en apparatuur, Balbex drumstokken, Roland V-Drums and Finfonic oorstukjes.
Op 6 augustus 2014, werd aangekondigd dat Hahto zou drummen op het aankomende Nightwish album, in plaats van Jukka Nevalainen, die vanwege slapeloosheid een pauze moest inlassen bij de band. Hahto heeft vanaf die tijd alle live-shows gespeeld. Op 15 juli 2019 werd Hahto de permanente drummer van Nightwish vanwege het besluit van Nevalainen om niet meer terug te keren naar de band.

## Discografie
| Band              | Jaar | Titel                                      | Label                 |
| ----------------- | ---- | ------------------------------------------ | --------------------- |
| Cartilage         | 1992 | Split album w/ Altar                       | Drowned Productions   |
| Vomiturition      | 1995 | A Leftover                                 | Invasion Records      |
| Wings             | 1995 | Diatribe                                   | Woodcut Records       |
| Rotten Sound      | 1995 | Sick Bastard                               | Genet Records         |
| Rotten Sound      | 1995 | Psychotic Veterinarian                     | S.O.A. Records        |
| Rotten Sound      | 1996 | Loosin' Face                               | Anomie Records        |
| Enochian Crescent | 1997 | Telocvovim                                 | Woodcut Records       |
| Rotten Sound      | 1997 | Spitted Alive                              | I.D.S. Records        |
| Rotten Sound      | 1997 | Under Pressure                             | Repulse Records       |
| Rotten Sound      | 1998 | Drain                                      | Repulse Records       |
| Rotten Sound      | 2000 | Still Psycho                               | Necropolis Records    |
| Max on the Rox    | 2000 | Voodoo                                     | Kråklund Records      |
| Rotten Sound      | 2001 | 8 Hours of Lobotomy                        | M.C.R. Records        |
| Rotten Sound      | 2002 | Murderworks                                | Necropolis Records    |
| Max on the Rox    | 2002 | Rox II                                     | Kråklund Records      |
| Rotten Sound      | 2003 | Seeds of Hate                              | Cudgel Agency         |
| Rotten Sound      | 2003 | From Crust 'Til Grind                      | Century Media Records |
| Wintersun         | 2004 | Wintersun                                  | Nuclear Blast         |
| Max on the Rox    | 2004 | Rhythmic Songs from a Mysterious Red House | Kråklund Records      |
| Rotten Sound      | 2005 | Exit                                       | Spinefarm Records     |
| Swallow the Sun   | 2009 | New Moon                                   | Spinefarm Records     |
| Swallow the Sun   | 2012 | Emerald Forest and the Blackbird           | Spinefarm Records     |
| Wintersun         | 2012 | Time I                                     | Nuclear Blast         |
| Nightwish         | 2015 | Endless Forms Most Beautiful               | Nuclear Blast         |
| Trees of Eternity | 2016 | Hour of the Nightingale                    | Svart Records         |
| Nightwish         | 2020 | Human. :II: Nature.                        | Nuclear Blast         |